# ウィリアム・ヘンリー・ブリュワー

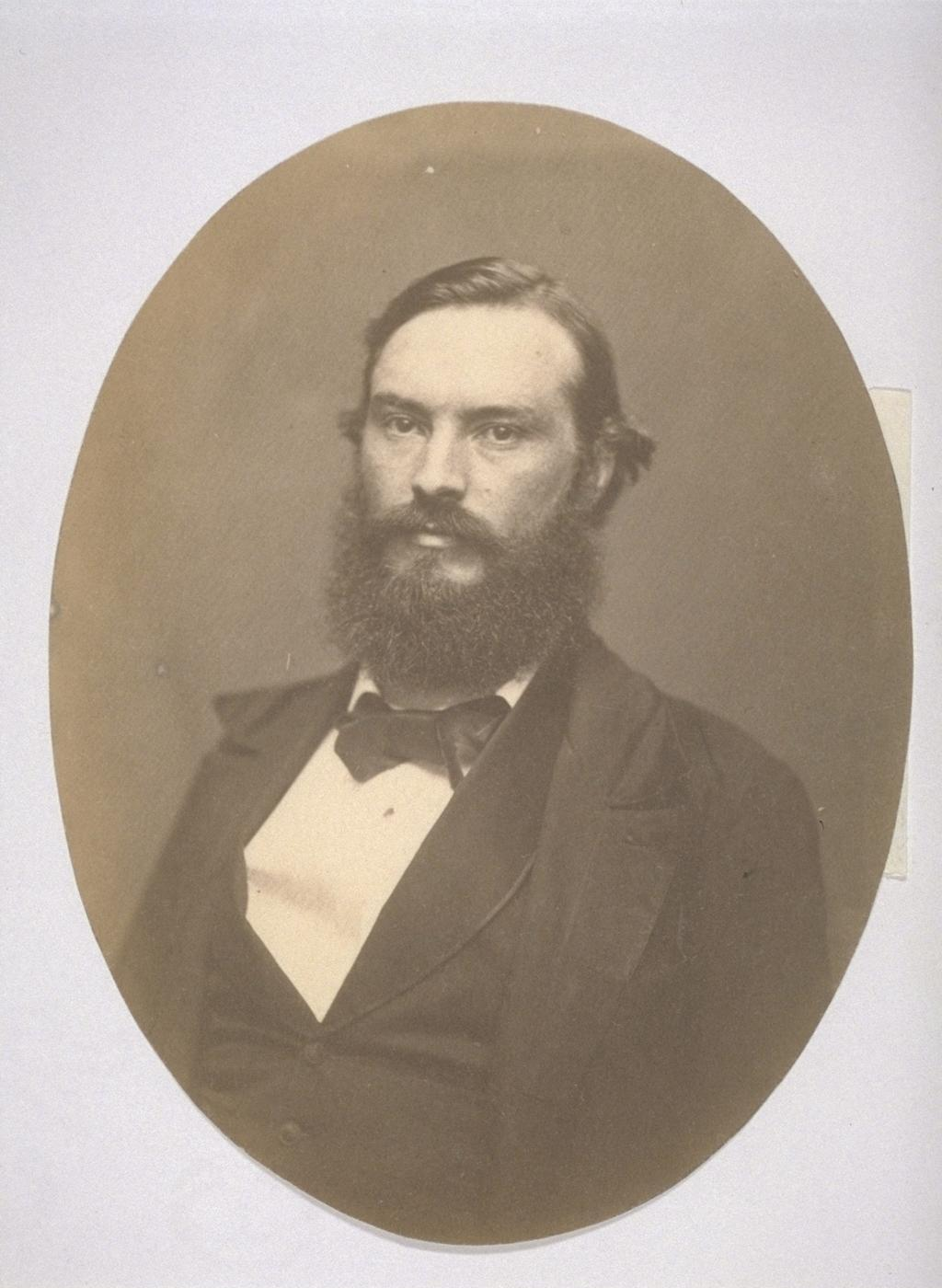
ウィリアム・ヘンリー・ブリュワー（1859年）

ウィリアム・ヘンリー・ブリュワー（William Henry Brewer、1828年9月14日 - 1910年11月2日）は、アメリカ合衆国の植物学者である。最初のカリフォルニア地質調査に、植物学者として参加した。イェール大学科学学校の最初の農学教授となった。

## 略歴
ニューヨーク州のポキプシーに生まれた。1848年に、イェール大学科学学校に入学し、シリマン (Benjamin Silliman) やノートン (John Pitkin Norton) のもとで、土壌化学を学んだ。1852年に卒業した後、ニューヨーク州のオーヴィッド・アカデミーで教職についた。オーヴィッドでは宗教家のローレンティン・ハミルトン（Laurentine Hamilton）と友人となった。
1855年からヨーロッパに留学し、ハイデルベルク大学のロベルト・ブンゼンに化学、ミュンヘン大学のユストゥス・フォン・リービッヒに有機化学を学んだ後、フランスのミシェル＝ウジェーヌ・シュヴルールに化学を学んだ。1858年に帰国し結婚し、9月にワシントン＆ジェファーソン大学の化学の教授になった。
妻と子供を失った後の1860年に、カリフォルニア地質調査の参加のさそいに応じ、カリフォルニア鉱山・地質支局（California Division of Mines and Geology、後にカリフォルニア地質調査所）の主任植物学者として参加し、1864年まで調査隊を率いた。この間、友人への手紙など多くの記録を残した。調査が終わった後、イェール大学科学学校の最初の農学教授に就任した。1930年にカリフォルニア調査の概要を "Up and Down California in 1860-1864"として出版された。
イェール大学で教職にあった間にも、1869年にグリーンランドの調査、1899年の鉄道王、エドワード・ヘンリー・ハリマンの後援で行われた、アラスカ沿岸の科学調査にも参加した。
シエラネバダ山脈のブリューワー山（標高4,138 m）は、ブリュワーに因んで名づけられた。マツ科の樹木の種、Picea breweriana に献名されている。